# 3224 Irkutsk
3224 Irkutsk este un asteroid din centura principală, descoperit pe 11 septembrie 1977 de Nikolai Cernîh.